# Karate klub selnica ob dravi
Nastanek kluba:
Karate klub Selnica ob Dravi je bil ustanovljen 4. julija 1995 na pobudo Vališer Branka, Fras Kamila, Cunk Aline in Ketiš Milana.

Podpisniki, ustanovitelji kluba so bili (po vrstnem redu): Cunk Zdenka, Robič Milan, Fras Milan, Šoba Stanko, Brišnik Leon, Budja Danilo, Fras Kamil, Budja Boris, Jamnikar Stanko, Ketiš Milan, Ketiš Lilijana, Ksela Danica, Tatalovič Slobodan, Kovač Tinka, Žvegler Domen, Vališer Branko, Vida Fras in Cunk Slavko.

Trenerji:
Fras Kamil 6. DAN, Vališer Branko 4. DAN, Maučnik Tina 2. DAN, Aleksić Mija 2. DAN, Panzalovič Željko 2. DAN in Pintar Žan 2. DAN.
Prvi predsednik kluba je bil Tatalovič Slobodan, nato še Stojkovič Janko, Gosak Tadej in Maletič Nino.

V klubu se trenira shotokan stil karateja in vzporedno tudi goju ryu.

Dosežki kluba:
Člani kluba so se udeležili WKF svetovnih, evropskih, balkanskih in državnih prvenstev ter sredozemskih iger.
Klub je član Karate zveze Slovenije (KZS, katera je članica WKF) ter International meibu-kan gojyu-ryu karate-do association (IMGKA).
Državni prvaki v posamičnih kategorijah so bili Fras Kamil, Toplak Blaž, Možič Jernej, Mori Nik, Markač Juš, Railić Mladen, Fras Pia Letricia in Vališer Timotej.